# Nicola Porpora
Nicola Antonio Giacinto Porpora (ook: Nicolò Porpora) (Napels, 17 augustus 1686 – aldaar, 3 maart 1768) was een Italiaans componist.
Porpora kreeg les aan het Conservatorio dei Poveri di Gesù Cristo in Napels vanaf september 1696. Zijn eerste compositiedocent was waarschijnlijk Greco. Rond 1699 verdiende hij zijn brood door zijn medestudenten bijlessen aan te bieden om zo zijn opleiding te kunnen betalen. Hij ontving in 1708 zijn eerste opdracht, een opera (L'Aggrippina) die voor de koning van Napels opgevoerd moest worden. 
In datzelfde jaar verliet hij het Conservatorio en richtte hij zijn eigen school op. L'Aggrippina werd een groot succes, maar het zou nog een tijdje duren voordat hij de kans zou krijgen om nog een opera te schrijven. 
Het duurde nog tot in 1711 vooraleer zijn opera Flavio Anicio Olibrio opgevoerd werd tijdens het carnaval. Op dat moment was hij Maestro di Capella (kapelmeester) voor Prins Philip van Hessen-Darmstadt, de generaal van het Oostenrijkse leger in Napels. 
In 1716 ontving Porpora een eretitel van prins Philip, die toen Keizerlijke Gouverneur van Mantua was. 
In 1717 slaat het noodlot toe in Porpora's familie: zijn vader en oudste broer overlijden. Onmiddellijk nemen zijn verantwoordelijkheden toe en werkt hij als muziekleraar, zowel in het Conservatorio als privé. Op deze manier kon hij de resterende leden van zijn familie onderhouden. 
Zijn opera Faramondo ging eind 1719 in première voor de naamdag van keizerin Elisabeth. Hij componeerde tevens een opera voor haar verjaardag in 1720 (Angelica, waarin de 15-jarige castraat Farinelli zijn debuut maakte), en in 1721 componeerde hij Gli Orti Esperidi (die eigenlijk door de jonge Pietro Metastasio geschreven werd). Porpora's bekendheid bleef toenemen en hij stond in Rome bekend als een operacomponist. Zijn Eumene ging in première in het Romeinse Teatro Alibert en hij mocht de volgende twee jaar terugkomen, samen met Farinelli. Porpora was nu zo zelfverzekerd door zijn werk als componist dat hij zijn baan in het Conservatorio opgaf in 1722. 
In 1724 maakte hij een tournee door Duitsland en Oostenrijk en voerde maar één opera op, zijn Damiro e Pitia. De Keizer dacht blijkbaar dat zijn muziek te bloemrijk en overdadig versierd was waardoor Porpora naar Italië terugkeerde. Daar was hij erg productief; hij componeerde (op een libretto van Metastasio) Didone abbandonata, in 1725 Ezio en  Semiramide riconosciuta voor het Theater S Giovanni Grisostomo" in Venetië.
In Venetië voelt hij zich een tijd thuis en werd hij tot Maestro del Pio Ospedale degli Incurabili benoemd. In 1733 wenkte Londen met een uitnodiging om in de Opera van de Adel de concurrentie aan te gaan met Händel in het "King's Theatre". Arianna in Nasso was de eerste opera die opgevoerd werd in het Lincoln's Inn Fields Theater. Deze opera werd een groot succes en gebruikte veel van Händels' zangers, onder andere: Senesino, Montagnana en Cuzzoni (die in de lente van 1734 aankwam). Tijdens zijn driejarige verblijf in Londen voltooide hij vier andere opera's: Ferdinando, Temistofle, Meride en Arianna, een oratorium David e Bersabea en een serenade, La festa d'Imeneo. Hij publiceerde ook zijn cantates, opus 1, opgedragen aan de Prins van Wales, en zijn Sinfonie da Camera, opus 2.
Alhoewel hij een "all-star cast" had, waaronder Farinelli die hem vergezelde vanaf 1734, verwierf Porpora geen superioriteit over Händels bedrijf. Hierna verliet Porpora Engeland en keerde terug naar Venetië in 1736, kort voor het in duigen vallen van zowel zijn, als Händels operahuis. In 1759 werd Porpora's pensioen stopgezet door de invasie van de Saksen tijdens de Zevenjarige Oorlog, en het was op dit moment dat Metastasio naar Farinelli schreef om hem aan te sporen Porpora te helpen. Porpora werd aangewezen tot maestro di Capella in Napels in het Conservatorio di Santa Maria di Loreto waar hij 20 jaar eerder ook tewerkgesteld was. Hij aanvaardde ook nog een opdracht voor het Teatro San Carlo. Hiervoor herschreef hij zijn Il Trionfo di Camilla voor het carnaval van dat jaar, maar het stuk werd een flop. In 1760 kreeg hij een positie aangewezen in het Conservatorio di San Onofrio, maar reeds in september van 1760 nam hij zijn ontslag. 
Hij bracht zijn laatste jaren in Napels door, waar hij in armoede stierf. Tijdens zijn begrafenisdienst op 3 maart 1768 traden de muzikanten gratis op in zijn kerk in Napels, waar hij ook begraven werd.
- Bibsys: 99010040
- Biblioteca Nacional de España: XX1653973
- Bibliothèque nationale de France: cb138986143 (data)
- Catàleg d'autoritats de noms i títols de Catalunya: 981058612175206706
- CiNii: DA0666148X
- Gemeinsame Normdatei: 123494591
- International Standard Name Identifier: 0000 0001 0904 5262
- Library of Congress Control Number: n81097857
- Nationale Bibliotheek van Letland: 000114773
- MusicBrainz: 4db40776-19d6-466a-8f05-128002fa0aaa
- Bibliotheek van het Japanse parlement: 001167444
- Nationale Bibliotheek van Tsjechië: xx0023010
- Nationale bibliotheek van Australië: 35640438
- Nationale Bibliotheek van Israël: 987007279007305171
- Nationale Bibliotheek van Polen: a0000002830258
- Nationale en Universitaire bibliotheek Zagreb: 000425979
- Nederlandse Thesaurus van Auteursnamen: 073632538
- Réseau des bibliothèques de Suisse occidentale: 02-A003705835
- Istituto Centrale per il Catalogo Unico: SBLV226327
- LIBRIS: 197274
- SNAC: w6z60sj8
- Système universitaire de documentation: 08626169X
- Trove: 1024280
- Virtual International Authority File: 56797380
- WorldCat: E39PBJcBTB34KccGRTgdfGKfMP